# Coptorhynchus elegans
Espèce
Coptorhynchus elegans est une espèce de coléoptères de la famille des Curculionidae, de la sous-famille des Entiminae et de la tribu des Celeuthetini. Elle est trouvée en Indonésie (Bornéo, Moluques).